# Hongi

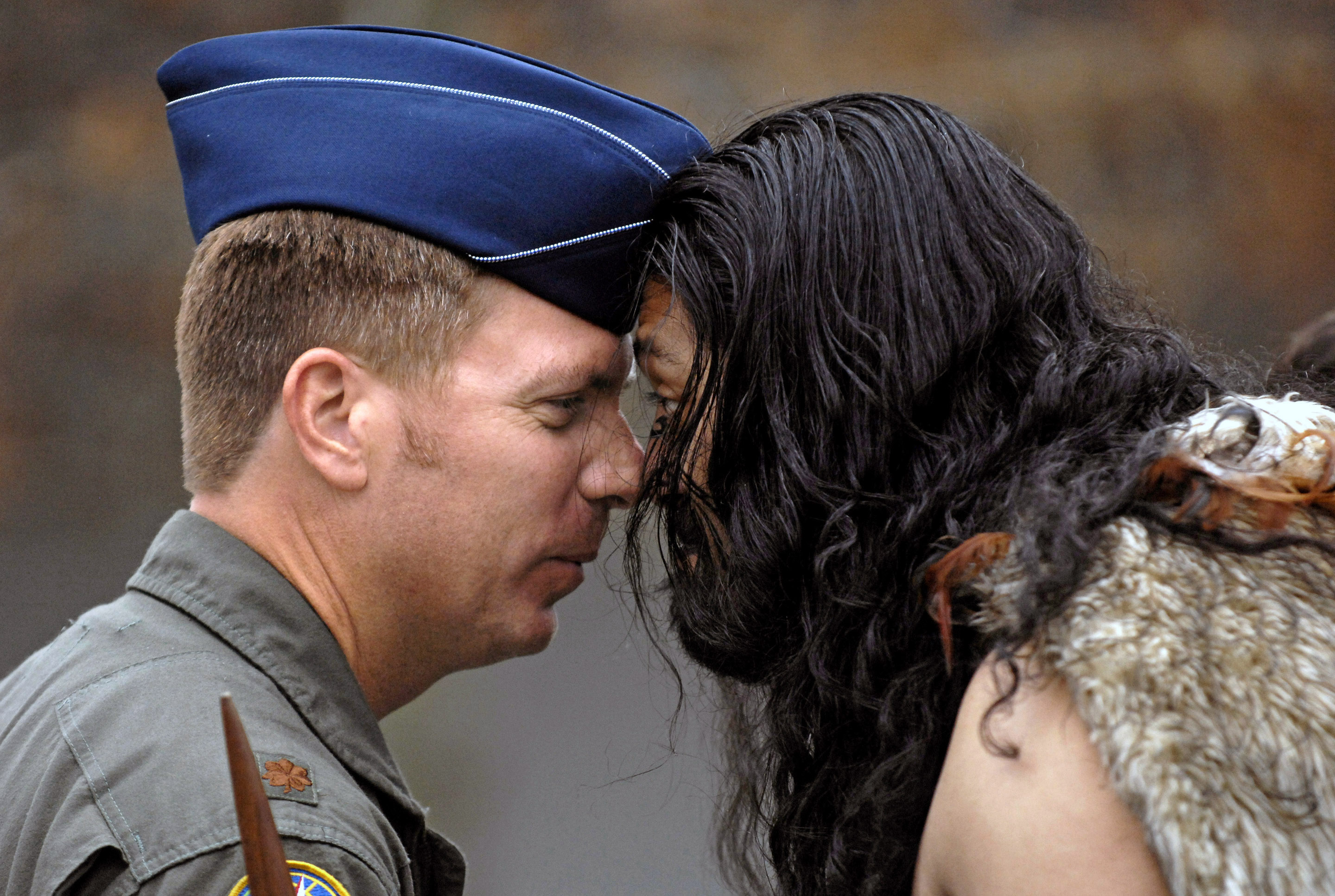
Un soldat américain et un guerrier maori échangent un hongi pendant la cérémonie du pōwhiri.

Le hongi est un salut traditionnel maori en Nouvelle-Zélande. Il s'effectue en pressant le nez et le front d'une autre personne lors d'une rencontre.
Il est utilisé dans les réunions traditionnelles entre Maoris et dans les cérémonies majeures et est l'équivalent d'une poignée de main formelle dans la culture occidentale moderne. Il est d'ailleurs souvent effectué en conjonction avec celle-ci.
Pendant le hongi, les Māoris pensent que le ha (ou souffle de vie) est échangé et mélangé.
Après ce salut physique, la personne saluée n'est plus considérée manuhiri (« visiteur ») mais plutôt tangata whenua, un membre du peuple du pays. Pour le reste de son séjour, l'étranger est invité à remplir les devoirs et partager les responsabilités des membres du peuple qui l'accueille. Dans le passé, cela signifiait potentiellement prendre les armes en temps de guerre.

## Exemples
- Par Hillary Clinton le 4 novembre 2010 lors d'une visite à Wellington, Nouvelle-Zélande [1]
- Par l'ambassadeur de Turquie[2]
- Par le Prince William et Paul Reeves[3]
- Par Manuel Valls[4], le 2 mai 2016.